# Elecciones generales de Botsuana de 1974
Las elecciones generales de Botsuana de 1974 tuvieron lugar el sábado 26 de octubre del mencionado año, con el objetivo de renovar 32 de los 36 escaños de la Asamblea Nacional, ejerciendo estos funciones por el período legislativo 1974-1979. Se trató de los segundos comicios que tenían lugar en Botsuana tras su independencia del Reino Unido en 1966, y los terceros bajo sufragio universal en la historia del país. Tuvieron lugar al mismo tiempo que las elecciones de gobierno local.
El gobernante y dominante Partido Democrático de Botsuana (BDP), del presidente en ejercicio Seretse Khama, llegó a los comicios posicionado debido al auge económico, con Botsuana como uno de los países con más rápido crecimiento del mundo, y una serie de políticas que beneficiaron al sector rural, realizadas estratégicamente en el período previo a las elecciones. Enfrentó a partidos de oposición divididos entre sí, ninguno de los cuales pudo siquiera disputar una mayoría absoluta de escaños.
No obstante, estas elecciones se caracterizaron y serían especialmente recordadas por su alta abstención, con un nivel de registro electoral similar al de las anteriores elecciones, y una participación aún menor de ese padrón registrado, de tan solo un 31,22%, lo que resultó en que solo un 8% de la población en edad de votar emitiera sufragio. Hubo cuatro escaños donde el BDP obtuvo la victoria sin oposición por no presentarse ningún otro candidato, por lo que no hubo comicios en dichas circunscripciones. Las elecciones, además, resultaron en una victoria abrumadora para el partido gobernante con el 76,62% de los votos válidamente emitidos en las circunscripciones disputadas, y una mayoría abrumadora con 23 de las 28 circunscripciones disputadas, dando un total de 27 escaños elegidos mediante el sistema uninominal. Después de las elecciones, se designó como diputados indirectamente electos a otros 4 candidatos oficialistas, dando como resultado una mayoría de 31 sobre 36. Kebatshabile Disele y Gaositwe Chiepe, designadas como miembros indirectamente electas, fueron las primeras dos mujeres parlamentarias en la historia del país.
Por su parte, la oposición se mostró muy dividida y ninguno de los partidos logró presentar una competencia coherente, perdiendo todos presencia política y parlamentaria con respecto a los anteriores comicios y obteniendo el pero resultado en términos de voto popular combinado de su historia. El Frente Nacional de Botsuana (BNF), liderado por el antiguo jefe de la tribu Bangwaketse Bathoen Gaseitsiwe, se ubicó nuevamente en segundo puesto con el 11,49% de los votos y 2 escaños; seguido por el Partido Popular de Botsuana (BPP), de Philip Matante, con el 6,56% y 2 escaños, siendo el partido que más pérdida de votos experimentó con respecto a las anteriores elecciones. El Partido de la Independencia de Botsuana (BIP) se ubicó cuarto con el 4,82% y su líder Motsamai Mpho resultó reelegido como parlamentario por Okavango. Hubo tres candidatos independientes, ninguno de los cuales resultó electo.
Debido a la extremadamente baja participación, de solo el 31,22% del electorado registrado, todos los partidos contendientes sufrieron fuertes hemorragias en términos de votos absolutos, y el BDP mismo obtuvo la menor cantidad de votos de su historia (49.047) a pesar de tratarse irónicamente de su mayor porcentaje. En las elecciones locales, celebradas el mismo día y con una participación aún menor, el BDP consolidó su hegemonía política al tomar el control de todos los concejos distritales, con la excepción del distrito Noreste, donde el BPP conservó el control del legislativo local. Con este resultado, Seretse Khama resultó reelegido por segunda vez como presidente, y quedó consolidado el estado de Botsuana como una democracia de partido dominante.

## Antecedentes
Las elecciones generales de 1969 dieron un triunfo aplastante al Partido Democrático de Botsuana, encabezado por el presidente Seretse Khama, que obtuvo 24 de los 31 escaños electos en la Asamblea Nacional frente a tres partidos opositores (el Frente Nacional de Botsuana, el Partido Popular de Botsuana y el Partido de la Independencia de Botsuana). La oposición se vio muy restringida a bastiones regionales de dirigencias tribales que se habían enfrentado con el liderazgo de Khama, dificultando sus chances de plantear una competencia nacional al BDP. Sin embargo, el resultado fue el peor obtenido por el partido con Khama como líder, lo que motivó que el oficialismo actuara en consecuencia. El gobierno dedicó el período 1969-1974 a implementar políticas que favorecieran al sector rural, mayormente subdesarrollado, destacando un programa oficial de desarrollo rural en el año 1973 que tuvo un impacto muy positivo en aumentar el acceso de la población a la educación, la atención sanitaria y ciertas facilidades. Aunque la población permaneció en gran medida apática políticamente, la popularidad del gobierno aumentó en forma considerable.
El primer censo después de la independencia de Botsuana tuvo lugar en 1971, arrojando como resultado una población de aproximadamente 596.000 personas. Se trató de un crecimiento importante respecto al censo anterior, pero una menor tasa de crecimiento poblacional con respecto al gran salto ocurrido entre el censo de 1956 y el de 1964. El censo mostró que de este número unos 245.000 eran mayores de veintiún años, y por lo tanto constituían la población en edad de registrarse como votantes. Alrededor de 237.000 se registraron de cara a las elecciones parlamentarias y de gobierno local de 1974, pero solo 205.050 finalmente estarían registrados en circunscripciones disputadas.
El legislativo se disolvió al término de su mandato constitucional, el 30 de agosto de 1974, y se convocó a elecciones para el 26 de octubre. Para entonces, y a pesar del sistema de partido hegemónico que encabezaba del BDP, Botsuana era el único país del sur de África que mantenía un régimen democrático. Tres de los cuatro estados que rodeaban al país: Sudáfrica, Namibia y Rodesia, se encontraban bajo regímenes racistas controlados por las minorías blancas. Mientras tanto, entre 1969 y 1973, Kenia gobernada por Jomo Kenyatta y Zambia gobernada por Kenneth Kaunda, las últimas dos naciones aparte de Botsuana donde todavía existían grupos de oposición legales, se habían convertido en estados de partido único. En enero de 1970, Leabua Jonathan, primer ministro de Lesoto, perpetuó un autogolpe de estado para anular la victoria electoral de la oposición. Angola y Mozambique accederían a la independencia de Portugal al año siguiente con gobiernos socialistas de un solo partido. Los demás países de la región ya tenían gobiernos unipartidistas desde la primera mitad de la década de 1960.

## Sistema electoral
Los comicios se realizaron bajo la constitución vigente aprobada en 1966, y siguiendo los lineamientos de la ley electoral aprobada el 17 de mayo de 1968. De acuerdo con la misma, todo ciudadano botsuano mayor de veintiún años puede registrarse para votar en las elecciones, siempre que estén inscritos en la lista electoral de su lugar de residencia y no tengan una condena de prisión que supere los seis meses. Las listas electorales se establecen en las oficinas de votación de los barrios una vez que los distritos electorales se hubiesen demarcado. Un elector solo puede votar en la circunscripción en la que está registrado. El sufragio es universal, optativo y secreto. Todo ciudadano registrado como votante que fuere capaz demostrar un dominio oral y escrito suficiente del idioma inglés podría presentar su candidatura para diputado de la Asamblea Nacional. No podrían presentar su candidatura aquellos que incumplieran los requisitos, ni tampoco los miembros de la entidad tribal denominada Consejo de Jefes o los funcionarios públicos en ejercicio.
32 escaños de la Asamblea Nacional son elegidos directamente por la población por medio de un sistema de escrutinio mayoritario uninominal. Todo el territorio del país se encuentra dividido en 32 circunscripciones (lo que constituyó un incremento de una circunscripción con respecto a la elección anterior), cada una de las cuales debe ser representada por un diputado, elegido por el electorado de dicha circunscripción a simple mayoría de votos. Cada candidatura a la Asamblea Nacional debe ser presentada por dos ciudadanos de la circunscripción que se disputará y respaldada por al menos otros siete. Un candidato no puede representar a más de una circunscripción. El presidente de la República es elegido al mismo tiempo que la Asamblea Nacional bajo un sistema indirecto. Los candidatos a la Asamblea Nacional deben declarar su apoyo por un candidato presidencial, y el candidato que reciba los apoyos de la mayor cantidad de diputados electos será de este modo elegido presidente. Su mandato es renovado cuando se renueva la Asamblea Nacional.
Después de las elecciones, cuatro miembros de la Asamblea Nacional son designados por los parlamentarios electos para representar intereses especiales. El presidente y el fiscal general de la República son miembros ex officio sin derecho a voto.

## Candidaturas

### Candidaturas presidenciales
Las nominaciones de candidaturas presidenciales fueron recogidas por el Jefe de Justicia, en calidad de Director de Escrutinio de Elecciones Presidenciales, el 21 de septiembre de 1974, en el edificio de la Corte Suprema. Solo dos líderes políticos presentaron sus documentos para postularse como candidatos presidenciales, recibiendo ambos la validación de la justicia.
| Candidato                      | Partido | Partido                               |
| ------------------------------ | ------- | ------------------------------------- |
| Seretse Khama                  |         | Partido Democrático de Botsuana (BDP) |
| Bathoen Gaseitsiwe             |         | Frente Nacional de Botsuana (BNF)     |
| Fuente: Parlamento de Botsuana |         |                                       |

### Candidaturas parlamentarias
El oficialista BDP, liderado por el presidente Seretse Khama, fue el único partido que disputó los 32 escaños parlamentarios, y en cuatro circunscripciones sus candidatos se impusieron sin oposición, dando como resultado que no se realizaran elecciones allí. El principal partido de la oposición, el Frente Nacional de Botsuana (BNF), liderado por el jefe tribal conservador Bathoen Gaseitsiwe y el abogado socialista Kenneth Koma, postuló 14 candidatos en todo el país, el único partido opositor que disputó más de un tercio de los escaños.
El Partido Popular de Botsuana (BPP), principal oposición durante la primera legislatura liderado por Philip Matante, y el Partido de la Independencia de Botsuana (BIP) encabezado por Motsamai Mpho, vieron aún más confirmado su papel como fuerzas opositoras enclavadas en las regiones noreste y norte respectivamente, con solo 8 y 6 candidatos. Hubo a su vez tres postulantes independientes, ninguno de los cuales resultó elegido.
Las victorias sin oposición, así como la estabilidad económica y política imperante bajo el gobierno de Khama, hicieron suponer que el BDP retendría fácilmente el poder por amplio margen. A esto se sumaba el hecho de que el BDP fue el único partido que disputó las suficientes circunscripciones como para aspirar a una mayoría absoluta de escaños parlamentarios que le permitiera gobernar solo, que en ese momento era de 17 bancas. El BNF, el segundo partido con más postulantes, presentó solo 14 candidatos, por lo que ni siquiera triunfando en todas las circunscripciones disputadas hubiera podido formar gobierno sin pactar con otras fuerzas políticas.
|  | 100.00 % |

|  | 43.75 % |

|  | 25.00 % |

|  | 18.75 % |

|  | 9.38 % |

## Campaña
La campaña se centró en cuestiones de bienestar social, particularmente vivienda y educación. Aunque el proceso preelectoral se consideró en gran medida libre, sectores de la oposición denunciaron que el oficialismo gozaba de grandes recursos económicos que le otorgaron una ventaja injusta. El BDP realizó numerosos actos públicos, manifestando un masivo despliegue por todo el país en un esfuerzo por asegurar su hegemonía. Por otro lado, la estructura política del BDP estaba correctamente organizada en torno al liderazgo de Khama, mientras que los partidos de la oposición enfrentaban crecientes fracturas internas y veían reducidas sus zonas de influencia.

## Resultados

### Resultado general

Resultados por circunscripción.

El Partido Democrático de Botsuana (BDP) obtuvo un aplastante tercer triunfo consecutivo con el 76,62% de los votos válidamente emitidos, y triunfó en 27 de las 32 circunscripciones, contando las cuatro donde se impuso sin oposición, dando como resultado una abrumadora mayoría parlamentaria y un incremento de 3 escaños con respecto a las elecciones anteriores. Sufrió, no obstante, una ligera caída de votos debido a la participación extremadamente baja, de solo el 31,22% del electorado registrado, pero un crecimiento porcentual de más de ocho puntos. En segundo lugar se ubicó el Frente Nacional de Botsuana (BNF), que perdió un escaño con respecto a la elección anterior y retuvo los dos restantes, obteniendo un 11,49% de los votos y conservando el segundo lugar en voto popular. El Partido Popular de Botsuana (BPP) empató con el BNF en número de escaños, pero vio restringida su presencia nacional al noreste del país en forma definitiva, aunque en el plano municipal fue la única formación opositora en obtener el control de un concejo de distrito al imponerse en las elecciones para dicha cámara. Fue, sin embargo, el partido que más votos perdió con respecto a la elección anterior y su caída se evidenció a nivel porcentual, recibiendo el 6,56% de los sufragios, prácticamente la mitad de lo obtenido en 1969. El Partido de la Independencia de Botsuana (BIP), por su parte, retuvo el cuarto y su líder Motsamai Mpho retuvo el escaño en representación de Okavango, en el norte del país. Sumó el 4,82% de los votos. Los tres candidatos independiente sumaron solo 321 votos absolutos, y ninguno pudo conseguir una banca en la Asamblea Nacional.
Los motivos para la escasa participación en los comicios fueron motivo de análisis. Se considera que influyó el hecho de que el BDP fue la única formación política que disputó una mayoría parlamentaria, lo que en gran medida hizo que gran parte de la población, incluso algunos ciudadanos descontentos con el gobierno, consideraran que la elección estaba ganada para el oficialismo. Otro posible aliciente sería la supuesta incapacidad de la oposición para representar una auténtica alternativa que atrajera a los votantes descontentos, que prefirieron no concurrir a votar. Los observadores electorales señalaron que una posible causa del desinterés general de la población en los comicios eran una creciente apatía pública y probablemente una falta de educación política en la población. Sin embargo, teniendo en cuenta que las listas de electores no se encontraban bien actualizadas y se encontraron numerosos registros de votantes duplicados, es posible que la participación fuera realmente algo más alta que lo estimado, entre un 40 y un 45%, si no se tiene en cuenta a los votantes que aparecen dos veces en las listas.
|  | 76.62 % |

|  | 11.49 % |

|  | 6.56 % |

|  | 4.82 % |

|  | 0.51 % |

|  | 100.00 % |

|  | 0.00 % |

|  | 100.00 % |

|  | 31.22 % |

### Partido más votado por distrito
| Distrito  | BDP           | BDP           | BDP  | BNF   | BNF    | BNF  | BPP   | BPP    | BPP  | BIP   | BIP    | BIP  | Independientes | Independientes | Independientes |
| Distrito  | Votos         | %             | Esc. | Votos | %      | Esc. | Votos | %      | Esc. | Votos | %      | Esc. | Votos          | %              | Esc.           |
| --------- | ------------- | ------------- | ---- | ----- | ------ | ---- | ----- | ------ | ---- | ----- | ------ | ---- | -------------- | -------------- | -------------- |
| Central   | 24.018        | 93,36%        | 12   | 71    | 0,28%  | —    | 968   | 3,76%  | —    | 550   | 2,14%  | —    | 118            | 0,46%          | —              |
| Noroeste  | 4.193         | 62,31%        | 2    | —     | —      | —    | —     | —      | —    | 2.536 | 37,69% | 1    | —              | —              | —              |
| Noreste   | 2.369         | 48,05%        | —    | —     | —      | —    | 2.561 | 51,95% | 2    | —     | —      | —    | —              | —              | —              |
| Gaborone  | 1.195         | 73,31%        | 1    | 413   | 25,34% | —    | —     | —      | —    | —     | —      | —    | 22             | 1,35%          | —              |
| Ghanzi    | 1.114         | 86,02%        | 1    | —     | —      | —    | —     | —      | —    | —     | —      | —    | 181            | 13,98%         | —              |
| Kgalagadi | Sin oposición | Sin oposición | 1    | —     | —      | —    | —     | —      | —    | —     | —      | —    | —              | —              | —              |
| Kgatleng  | 1.942         | 65,83%        | 2    | 338   | 11,46% | —    | 670   | 22,71% | —    | —     | —      | —    | —              | —              | —              |
| Kweneng   | 4.988         | 89,70%        | 4    | 573   | 10,30% | —    | —     | —      | —    | —     | —      | —    | —              | —              | —              |
| Sudeste   | 2.822         | 78,22%        | 2    | 786   | 21,78% | —    | —     | —      | —    | —     | —      | —    | —              | —              | —              |
| Sur       | 6.406         | 55,31%        | 2    | 5.177 | 44,69% | 2    | —     | —      | —    | —     | —      | —    | —              | —              | —              |
| Total     | 49.047        | 76,62%        | 27   | 7.358 | 11,49% | 2    | 4.199 | 6.56%  | 2    | 3.086 | 4,82%  | 1    | 321            | 0,51%          | —              |

### Resultados por circunscripción
|  | 67.91 % |

|  | 32.09 % |

|  | 100.00 % |

|  | 28.02 % |

|  | 51.85 % |

|  | 48.15 % |

|  | 100.00 % |

|  | 25.16 % |

|  | 72.80 % |

|  | 27.20 % |

|  | 100.00 % |

|  | 34.53 % |

|  | 86.02 % |

|  | 13.98 % |

|  | 100.00 % |

|  | 24.04 % |

|  | 0.00 % |

|  | 0.00 % |

|  | 51.50 % |

|  | 48.50 % |

|  | 100.00 % |

|  | 35.14 % |

|  | 52.55 % |

|  | 47.45 % |

|  | 100.00 % |

|  | 31.38 % |

|  | 76.81 % |

|  | 23.19 % |

|  | 100.00 % |

|  | 17.72 % |

|  | 81.50 % |

|  | 18.50 % |

|  | 100.00 % |

|  | 20.15 % |

|  | 96.59 % |

|  | 3.41 % |

|  | 100.00 % |

|  | 26.88 % |

|  | 80.17 % |

|  | 19.83 % |

|  | 100.00 % |

|  | 15.22 % |

|  | 0.00 % |

|  | 0.00 % |

|  | 0.00 % |

|  | 0.00 % |

|  | 98.85 % |

|  | 1.15 % |

|  | 100.00 % |

|  | 37.04 % |

|  | 98.71 % |

|  | 1.29 % |

|  | 100.00 % |

|  | 33.68 % |

|  | 94.13 % |

|  | 5.87 % |

|  | 100.00 % |

|  | 37.89 % |

|  | 95.59 % |

|  | 4.41 % |

|  | 100.00 % |

|  | 32.18 % |

|  | 94.62 % |

|  | 5.38 % |

|  | 100.00 % |

|  | 36.90 % |

|  | 96.29 % |

|  | 3.71 % |

|  | 100.00 % |

|  | 38.05 % |

|  | 70.36 % |

|  | 23.45 % |

|  | 6.18 % |

|  | 100.00 % |

|  | 33.58 % |

|  | 60.21 % |

|  | 21.79 % |

|  | 18.00 % |

|  | 100.00 % |

|  | 20.91 % |

|  | 90.99 % |

|  | 9.01 % |

|  | 100.00 % |

|  | 26.80 % |

|  | 94.46 % |

|  | 5.54 % |

|  | 100.00 % |

|  | 37.63 % |

|  | 62.67 % |

|  | 37.33 % |

|  | 100.00 % |

|  | 26.81 % |

|  | 0.00 % |

|  | 0.00 % |

|  | 73.31 % |

|  | 25.34 % |

|  | 1.35 % |

|  | 100.00 % |

|  | 30.46 % |

|  | 69.66 % |

|  | 30.34 % |

|  | 100.00 % |

|  | 48.07 % |

|  | 66.35 % |

|  | 33.65 % |

|  | 100.00 % |

|  | 38.12 % |

|  | 62.81 % |

|  | 37.19 % |

|  | 100.00 % |

|  | 36.00 % |

|  | 67.29 % |

|  | 32.71 % |

|  | 100.00 % |

|  | 41.96 % |

|  | 80.77 % |

|  | 19.23 % |

|  | 100.00 % |

|  | 32.43 % |

|  | 73.48 % |

|  | 26.52 % |

|  | 100.00 % |

|  | 34.62 % |